# Hebe, Um Brinde à Vida
Hebe, Um Brinde à Vida é um documentário biográfico brasileiro que narra a trajetória da apresentadora de televisão Hebe Camargo. Produzido pela Loma Filmes, o documentário foi lançado na plataforma de streaming Globoplay em 1.º de setembro de 2022, tendo sido dirigido e roteirizado por Carolina Kotscho e Clara Leonel Ramos.

## Produção
Hebe, Um Brinde à Vida foi produzido pela Loma Filmes e contou com direção e roteiro de Carolina Kotscho e Clara Leonel Ramos. Ao todo, o documentário tem quatro episódios, compostos por depoimentos, além de material colhido de pesquisas e acervo da família Camargo.
Durante a produção, um camarim móvel foi criado com peças do acervo pessoal da apresentadora. Para Clara Ramos, o documentário visa fazer o público "conhecer mais da trajetória dela e desvendar o olhar de pessoas muito próximas e interessantes com quem a Hebe se relacionou e esteve próxima".

## Ficha técnica
- Carolina Kotscho – direção e roteiro[4]
- Clara Leonel Ramos – direção e roteiro[4]
- Adriane Galisteu – entrevista.[6]
- Ana Maria Braga – entrevista.[6]
- Fátima Bernardes – entrevista.[6]
- Fábio Júnior – entrevista.[6]
- Roberto Carlos – entrevista.[6]
- Xuxa – entrevista.[6]
- José Hamilton Ribeiro – entrevista.[6]